# Les Châtelliers-Notre-Dame
Les Châtelliers-Notre-Dame är en kommun i departementet Eure-et-Loir i regionen Centre-Val de Loire strax norr om centrala Frankrike. Kommunen ligger i kantonen Illiers-Combray som tillhör arrondissementet Chartres. År 2022 hade Les Châtelliers-Notre-Dame 149 invånare.

## Befolkningsutveckling
Antalet invånare i kommunen Les Châtelliers-Notre-Dame
Referens:INSEE